# Goessel, Kansas
Goessel là một thành phố thuộc quận Marion, tiểu bang Kansas, Hoa Kỳ. Năm 2010, dân số của xã này là 539 người.

## Dân số
Dân số các năm:
- Năm 2000: 565 người
- Năm 2010: 539 người